# Лорелея
«Лорелея» (нем. Die Lore-Ley) — стихотворение немецкого поэта Генриха Гейне, написанное в 1824 году, самая известная литературная обработка легенды о рейнской речной деве.

## Содержание
Заглавная героиня стихотворения — прекрасная дева, которая сидит на скале на берегу Рейна, расчёсывает волосы и поёт песню, зачаровывающую всех, кто плывёт по реке. Гейне здесь использовал образ, придуманный Клеменсом Брентано и связанный со скалой Лорелея и древнегреческим мифом о сиренах.

## Значение
Стихотворение Гейне обрело огромную популярность и стало «народной песней». Это единственная обработка легенды о рейнской деве, ставшая всемирно известной. Гейне подражали Карл Йозеф Зимрок, Эмануэль Гейбель, Г. Гирш.